# 旺隆水库
旺隆水库是中国河北省保定市易县境内的一座水库，位于大清河系北易水河上，建于1960年。水库正常库容为480万立方米，集雨面积为37平方千米，海拔为17米。